# Pro Cluentio
Pro Cluentio ist eine Rede des römischen Redners Marcus Tullius Cicero zur Verteidigung eines Mannes namens Aulus Cluentius Habitus, die er an den Richter Gaius Aquilius Gallus richtete.
Cluentius, der aus Larinum in Samnium stammte, wurde 69 v. Chr. von seiner Mutter Sassia beschuldigt, seinen Stiefvater Statius Abbius Oppianicus vergiftet zu haben. Cluentius hatte Oppianicus 74 v. Chr. erfolgreich angeklagt, da dieser versucht habe, ihn zu vergiften, und ihn ins Exil gebracht. Beide Parteien des Prozesses wurden beschuldigt, die Geschworenen während des Prozesses bestochen zu haben, um eine Verurteilung der jeweils anderen Seite zu erreichen, aber nur die Bestechung durch Oppianicus wurde damals aufgedeckt. Oppianicus starb drei Jahre später in Ungnade und ließ seine Witwe Sassia zurück, die sich nun an ihrem Sohn rächen wollte. 
Cicero gliedert seine Rede in zwei Teile: Im ersten Teil verteidigt er den Ruf des Cluentius. Er zeigt, dass die Verbrechen des Oppianicus so groß waren, dass Cluentius es nicht nötig hatte, die Richter zu bestechen; eigentlich verspottet er Oppianicus, weil er von einem Vermittler um Bestechungsgelder betrogen wurde. Der zweite Teil befasst sich mit dem angeblichen Giftmord und ist sehr kurz, da Cicero die Anschuldigung für lächerlich hält.

## Oppianicus
Statius Albius Oppianicus stammte aus einer der prominentesten Familien Larinums, den Oppianici; er war im Laufe seines Lebens fünfmal verheiratet und wurde allgemein verdächtigt, seine erste Frau Cluentia vergiftet zu haben. Über seinen Sohn Oppianicus den Jüngeren, der aus Oppianicus’ zweiter Ehe mit Magia Auria hervorging, plante Oppianicus der Ältere, das Vermögen seiner Schwiegermutter Dinaea zu erlangen. Oppianicus der Jüngere war der voraussichtliche Erbe des Vermögens von Dinaea, das sich nach dem Tod von zwei ihrer Söhne, Gnaeus Magius und Numerius Aurius, in den Bürgerkriegen zwischen Gaius Marius und Lucius Cornelius Sulla Felix vergrößert hatte. Es stellte sich jedoch heraus, dass ihr totgeglaubter ältester Sohn, M. Aurius, in Wirklichkeit noch lebte und im Ager Gallicus in Knechtschaft lebte. Oppianicus arrangierte den Mord an Dinaea und schickte einen Attentäter, der M. Aurius töten sollte, bevor dieser von Familienmitgliedern gerettet werden konnte. Anschließend änderte er Dinaeas Testament, in dem sie ihrem Enkel nur einen Teil ihres Vermögens vermacht hatte, und machte Oppianicus den Jüngeren zum Alleinerben.
Als die Nachricht vom Tod des Aurius in Gallien Larinum erreichte, war der Aufschrei der Verwandten von Dinaea so groß, dass Oppianicus aus der Stadt floh und in einem der Lager Sullas Zuflucht suchte. Durch die Gunst, die er bei Sulla genoss, ließ Oppianicus seine Aurii-Ankläger ächten; er kehrte mit kriegerischen Kräften in die Stadt zurück und tötete seine Feinde. Die Tante väterlicherseits von Cluentius war Oppianicus’ Ex-Frau; Oppianicus tötete sie und mit demselben Gift auch seinen eigenen Bruder. Die Frau seines Bruders war schwanger; Oppianicus vergiftete sie, bevor sie das Kind zur Welt brachte, und erbte. Gnaeus Magius, Oppianicus’ Schwager, starb; in seinem Testament hinterließ er alles seinem noch ungeborenen Sohn. Oppianicus, der in der Erbfolge der nächste war, zahlte der Frau des Magius eine hohe Summe, woraufhin sie ihre Schwangerschaft abbrach. Daraufhin heiratete er sie, wobei die Ehe nicht lange hielt. Dann ging er nach Rom, wurde mit dem jungen Asuvius intim und tötete ihn, nachdem er ein Testament zu seinen Gunsten unterzeichnet hatte.
Im Jahr 80 v. Chr. verliebte sich Oppianicus in Sassia, die Witwe seines ehemaligen Schwagers Aulus Cluentius Habitus des Älteren. Cluentius der Ältere war den Proskriptionen Sullas zum Opfer gefallen und die verwitwete Sassia verliebte sich in ihren Schwiegersohn Melinus und zwang ihre Tochter, sich von ihm scheiden zu lassen, damit sie ihn selbst heiraten konnte. Oppianicus veranlasste die Ermordung von Melinus, damit Sassia ihn heiraten konnte. Da sie jedoch keine Lust hatte, Stiefmutter zu werden, ermordete Oppianicus seine beiden jüngsten Söhne, bevor sie der Heirat zustimmte.

## Nachwirkung
Cicero war so erfolgreich, dass der junge Cluentius von den Anschuldigungen freigesprochen wurde. Der Ruf von Sassia wurde dabei völlig zerstört. Quintilian zufolge prahlte Cicero anschließend damit, dass er die Richter hinters Licht geführt habe (se tenebras offudisse iudicibus in causa Cluenti gloriatus est, Institutio oratoria 2,17,21; in diesem Zusammenhang geht es um Redner, die nicht deshalb etwas Falsches sagen, weil sie selbst die Wahrheit nicht kennen, sondern um andere Menschen zu täuschen).
Ciceros temperamentvolle Verteidigung in Pro Cluentio gibt einen Einblick in das Leben in Larinum im Jahr 66 v. Chr. und liefert auch ein Bild einer rücksichtslosen Frau, das mehr als zweitausend Jahre überdauert hat.